# Ати-бати, йшли солдати…
«Ати-бати, йшли солдати…» (рос. «Аты-баты, шли солдаты…») —  радянський художній фільм кіностудії ім. Олександра Довженка, остання режисерська робота 49-річного Леоніда Бикова і його остання роль у кіно. Лідер прокату 1977 року (7 місце, 35,8 млн глядачів). Прем'єра кінострічки в радянському прокаті відбулася на початку жовтня 1976.

## Сюжет
Маленька станція Подбедня нічим не відрізняється від багатьох інших місць в Україні, де розгортаються події фільму. У роки німецько-радянської війни тут точилися жорстокі бої. А тепер сюди з'їжджаються сини і дочки тих, хто не дожив до перемоги. У фільмі показані паралельно дві сюжетні лінії: перша розвивається в середині 1970-х років, друга — навесні 1944 року. До кінця фільму лінії змикаються на полі бою, який відбувається 18 березня 1944 і пам'ять про який вшановують присутні 18 березня 1974.

### Події 1970-х років
Костянтин, майор танкових військ, святкує в колі товаришів по службі отримання звання підполковника. У цей же день він отримує листівку із запрошенням приїхати на станцію Подбедня, де тридцять років тому загинув його батько. Костянтин не пам'ятає батька: адже коли той загинув, йому був всього один рік. А незабаром померла мати, і Костянтин виховувався в дитбудинку.
У поїзді Костянтин знайомиться з Анною Веленстович, дочкою молодшого лейтенанта Ігоря Сусліна, загиблого в тому ж бою, що і батько Костянтина.
Анна носила прізвище матері. Її мати і батько провели разом лише одну ніч напередодні того останнього бою для батька Анни, а мати Сусліна не побажала визнати ні її матір, ні саму Анну.
Анна пояснила, що це вона написала листівку. Разом з місцевим головою колгоспу в річницю бою вони вирішили зібрати родичів загиблих воїнів.
Свідком бою була місцева мешканка Валентина Іванівна. Їй було тоді дванадцять років. Саме в їхньому будинку зупинився на ніч взвод молодшого лейтенанта Сусліна, якому наступного дня судилося ціною своїх життів зупинити німецькі танки.

### Події 1944
Молодший лейтенант Суслін (Володимир Конкін), який закінчив школу-десятирічку і прискорені командирські курси, був призначений командиром взводу винищувачів танків. Перед відправленням на фронт йому доручили підготувати ударний взвод винищувачів танків.
У взводі, крім молодих і необстріляних солдатів, були досвідчені фронтовики. Один з них — єфрейтор Святкін на прізвисько «Сват» (Леонід Биков). Святкін недавно знищив німецький танк, був при цьому поранений і вже в госпіталі отримав орден Червоної Зірки. Після госпіталю Святкін був направлений у взвод Сусліна.
Веселун, балагур і колишній вихованець дитбудинку, «Сват» жартує над молоденьким лейтенантом, який ніколи не бачив німецького танка, і Суслін спочатку навіть просить комбата прибрати зі свого взводу Святкіна як недисциплінованого бійця.
Взвод прибуває на станцію Подбедня, що знаходиться в тилу. Ротний командир наказує Сусліну висунутися в Іллінку і заночувати там, а з ранку рухатися в Рум'янцево, знайти там старшого і діяти так, як накажуть.
Взвод повинен зупинитися на нічліг в Іллінці, і Святкін просить командира взводу дозволити йому відзначити з товаришами день народження сина (у 1970-х ми бачимо його — це підполковник Костянтин), так як у нього самого дня народження «немає».
Товариш Святкіна Вано Кодерідзе запрошує на свято двох дівчат із сусіднього медсанбату. В одній з них Суслін несподівано впізнає однокласницю Кіму Веленстович. Ігор та Кіма в школі були закохані одне в одного, але не визнавалися в цьому. Ніч вони проводять разом.
Вранці Ігоря викликають до тяжко пораненого полковника. Він повідомляє Сусліну, що німецька моторизована група прорвала оточення і йде до Іллінки, де багато поранених. Сусліну і його взводу винищувачів танків належить зупинити ворога.

## Прототипи
Описаний у фільмі бій мав місце під Харковом у 1943 році. Взвод винищувачів танків під командуванням лейтенанта Петра Широніна (як і «Суслик», щойно з піхотного училища) стримував поблизу села Таранівка Зміївського району Харківської області броньовану групу німецьких військ. У взводі, як і у фільмі, було 25 бійців. Починаючи з ранку 2 березня до полудня 6-го взвод «широнінців» стримував атаки противника, знищивши 16 танків, 10 бронеавтомобілів і більше сотні ворожих солдатів. Найзапеклішим видався бій 5 березня, в якому і загинуло дев'ятнадцять «широнінців», прозваних згодом українськими «панфіловцями». Всі вони були поховані 8 березня 1943 року в братській могилі в Таранівці.

## В ролях
- Леонід Биков — єфрейтор Святкін
- Володимир Конкін — лейтенант Суслін
- Олена Шаніна — Кіма Веленстович
- Леонід Бакштаєв — Костянтин, син Святкіна
- Євгенія Уралова — Ганна, дочка Сусліна і Кіми
- Гія Авалішвілі — Тенгіз Кодерідзе, син Вано
- Богдан Бенюк — рядовий Кринкін
- Іван Гаврилюк — сержант Сайко, «Балтика»
- Отабек Ганієв — рядовий Хабарбеков, «Хабанера»
- Герасимов Володимир Макарович — молодший сержант Мятніков
- Микола Гринько — полковник, командир Костянтина
- Михайло Єзепов — Михайло, співак, син Мятнікова
- Ніна Кірьякова — сестра Кринкіна
- Маргарита Кошелєва — Любаша, дружина Костянтина
- Борис Кудрявцев — генерал
- Петро Любешкін — Ілля Іванович, тесть Костянтина
- Віктор Мірошниченко — Федір Іванович Гарбузенко
- Сергій Іванов — рядовий Лавкін (озвучив актор Віталій Дорошенко)
- Леонід Марченко — Льоня, син Лавкіна
- Наталія Наум — Валентина Іванівна
- Вілорій Пащенко — Петрович, голова колгоспу
- Микола Сектименко — рядовий Глєбов
- Борис Хімічев — Юрій Іванович, син Сайка
- Євген Паперний — товариш Костянтина
- Юрій Шерстньов — племінник Глібова
- Аїда Юнусова — дочка «Хабанери»
- Вано Янтбелідзе — Вано Кодерідзе
- А. Медведєва

## Знімальна група
- Автори сценарію: Борис Васильєв, Кирило Рапопорт
- Режисер-постановник: Леонід Биков
- Оператор-постановник: Володимир Войтенко
- Художник-постановник: Георгій Прокопець
- Композитор: Георгій Дмитрієв
- Пісня Булата Окуджави і Валентина Левашова
- Режисер: Владислав Чорнолих
- Оператори: Б. Березко, П. Пастухов
- Звукооператор: Ніна Авраменко
- Монтаж: А. Голдабенко
- Редактор: Валентина Ридванова
- Художник-декоратор: Юрій Тишкевич
- Костюми: Л. Коротенко
- Грим: Л. Голдабенко
- Оператор комбінованих зйомок: Микола Шабаєв
- Майстер по світлу: С. Стадников
- Державний симфонічний оркестр УРСР, диригент: Степан Турчак
- Військовий консультант: Герой Радянського Союзу, полковник Шашков Віктор Григорович
- Піротехнік: Петро Приходько
- Директор картини: Микола Злочевський

## Призи
- 1977 — Національна премія України імені Тараса Шевченка (за фільми «В бій ідуть самі „старі“» і «Ати-бати, йшли солдати») режисерові Леоніду Бикову
- 1977 — Головний приз на Міжнародному кінофестивалі в Бистриці (ЧССР)

## Джерело інформації
- Страница фильма «Аты-баты, шли солдаты» [Архівовано 5 лютого 2012 у Wayback Machine.] на сайті пам'яті Леоніда Бикова